# Магдалена (река)
Вижте пояснителната страница за други значения на Магдалена.
Магдалена (на испански: Rio Magdalena) е река в централната и северната част на Колумбия, вливаща се в Карибско море. Дължината ѝ е 1528 km, а площта на водосборния басейн – 257 438 km².

## Извор, течение, устие
Река Магдалена води началото си от малкото езеро Магдалена, разположено на 3461 m н.в., на източния склон на Централните Кордилери, в департамента Уила. Първите 100 km, до град Гарсон, Магдалена е бурна планинска река. След това, до град Ла Дорада (640 km), тя тече в широка от 30 до 60 km планинска долина между Централните на запад и Източните Кордилери на изток. След това долината ѝ се разширява и достига на някои места до 100 km. При град Ел Банко Магдалена завива на запад, като протича през депресията Момпосино. Тук сред множество блата и езера (Сапатоса, Чильоа и др.) се разделя на два ръкава: югозападен – Лоба, в който се вливат нейните главни притоци – реките Каука и Сан Хорхе, и североизточен – Момпос, приемащ отдясно река Сесар. След съединяването на двата ръкава Магдалена завива на север и вече като голяма и мощна река тече през Прикарибскита низина. Влива се в Карибско море при град Баранкиля.

## Притоци
Река Магдалена получава множество притоци, като най-големите са: леви – Плата, Салданя (222 km), Симитара, Каука (1350 km), Сан Хорхе (368 km); десни – Богота (375 km), Рио Негро, Караре (240 km), Согамосо (135 km), Лебриха (200 km), Сесар (280 km).

## Хидрология
Среден годишен отток при навлизането в Прикарибската низина 7200 m³/s. По време на своето двойно пълноводие през април и май и от септември до ноември река Магдалена залива обширни земи в своето долно течение, които по време на двойното маловодие от декември до март и през юли и август се осушават и се превръщат във важни земеделски райони.

## Стопанско значение
Река Магдалена е плавателна на около 1250 km от устието си до град Нейва (административен център на департамента Уила). В района на град Онда има прагове, които затрудняват регулярното корабоплаване и този участък от Онда до Нейва (370 km) е плавателен само за плитко газещи речни съдове и то при високи води. От устието си до град Ла Дорада (880 km) Магдалена е плавателна целогодишно, като най-долните 100 km са достъпни и морски съдове. От тук до град Картахена е прокопан плавателен канал облекчаващ корабоплаването. Долината ѝ по цялото си протежение е много гъсто населена.

## Историческа справка
Устието на реката е открито през 1501 г. от испанския мореплавател Родриго де Бастидас. През 1530 – 1531 г. германският конкистадор Амброзиус Ехингер открива долното ѝ течение, а през 1536 – 1537 г. испанският конкистадор Гонсало де Кесада извършва първото плаване нагоре по течението ѝ. От 1536 до 1539 г. друг испански конкистадор Себастиян де Белалкасар проследява и открива цялото ѝ течение.